# Asterix drar i fält
Asterix drar i fält (fr. Astérix Legionnaire) är det tionde i en serie av klassiska seriealbum, skrivna av René Goscinny och illustrerade av Albert Uderzo, båda fransmän, vars huvudperson är den modige gallern Asterix. Serierna publicerades  30 november 1966–6 april 1967 som följetong i Pilote och kom ut som seriealbum på franska 1967. Den första svenska albumutgåvan trycktes 1971.

## Handling
Obelix beter sig konstigt – han äter bara två vildsvin och missar totalt att slå ner en romersk patrull. Först när Asterix, Miraculix och Obelix träffar en vacker ung galliska (Lillefix/Lillfixan) och Obelix inte får fram ett ord, förstår Miraculix och Asterix vad som står på – Obelix är kär. Tyvärr är hon redan förlovad med en stilig ung man som kämpar mot Julius Caesars trupper i främmande land. Obelix lovar att de ska hämta hem honom, och det enda sättet att göra det på är att ta värvning hos romarna.
Asterix och Obelix nästlar sig in bland romarna, men deras legionärsträning är hopplöst långsam, och de tvingas skynda på saker för att kunna komma iväg till striden. De omges av en udda kombination av egyptier, greker, goter och tolkar som prövar deras överordnade till max.

## Kulturreferenser
Piraterna råkar alltid illa ut i Asterix äventyr. I detta album lider de skeppsbrott två gånger. Serierutan som visar piraterna på en flotte efter deras skepp blivit sänkt första gången är en parodi på 1800-talsmålningen Medusas flotte. Nästa gång blir deras skepp förvisso inte sänkt, men de tvingas navigera upp på torra land.
På sidan 21 finner vi en vitsande belgier som tagit värvning i den romerska legionen, som har en hårtofs som är misstänkt lik en annan seriefigur, Tintin. Han nämner där en papegoja, vilket förmodligen syftar på den papegoja som Kapten Haddock får som gåva av Bianca Castafiore.
Den första översättningen till svenska av detta album gavs ut 1971. Senare gjordes en ny översättning som gavs ut under 1980-talet. Av dessa två översättningar anser vissa att den äldre översättningen är den bättre, med bättre flyt i språket och med korrektare svenska militära termer. Även vissa namn är olika i översättningarna. I den äldre heter den vackra galliska kvinnan "Lillefix", medan i den senare heter hon "Lillfixa". Egyptiern heter "Tennis" i den äldre versionen och "Setomatch" i den senare.